# Carl Gottlob Rafn
Carl Gottlob Rafn, född den 31 juli 1769 i Viborg, död den 17 maj 1808 i Köpenhamn, var en dansk botanist.
Rafn blev 1797 assessor och 1804 kommitterad i ekonomi- och kommersekollegiet. Han utgav Physikalsk-ökonomisk og medikokirurgisk bibliothek (12 band, 1794-97; fortsatt under andra namn i 16 band till 1807) samt en mängd avhandlingar i praktisk-ekonomiska frågor. 
Viktigast är dock hans Udkast til en plantephysiologie, grundet paa de nyere begreber i physik og chemie (1796; svensk översättning 1799), det första danska arbetet i denna riktning. Det bildar förra delen av Danmarks og Holsteins flora, varav andra delen utgavs 1800, men som förblev ofullbordad.
Auktorsnamnet Rafn kan användas för Carl Gottlob Rafn i samband med ett vetenskapligt namn inom botaniken; se Wikipediaartiklar som länkar till auktorsnamnet.